# 피놀렌산
피놀렌산(영어: pinolenic acid)은 시베리아 잣나무의 잣, 잣나무의 잣 및 다른 소나무속 식물의 씨앗에 함유된 지방산이다. 가장 높은 비율의 피놀렌산은 시베리아 잣나무의 잣과 그것으로부터 생산된 기름에서 얻을 수 있다.

## 화학 및 생화학
피놀렌산은 공식적으로 올-시스-5,9,12-18:3으로 표기된다. 일부 출처에서는 피놀레산을 콜럼빈산(영어: columbinic acid)으로 지칭하기도 한다. 그러나 콜럼빈산은 때때로 생물학 문헌에서 E-Z 이성질체(트랜스,시스,시스 Δ-5,9,12 18:3)을 나타낸다.
피놀렌산은 γ-리놀렌산의 이성질체이다. γ-리놀렌산은 ω-6 필수 지방산이지만, 피놀렌산은 아니다. 그러나 필수 지방산들과 마찬가지로 피놀렌산은 사이클로옥시제네이스 또는 리폭시제네이스의 존재 하에서 생물학적 활성 대사산물들을 형성한다. 이러한 대사산물들은 필수 지방산의 결핍 증상을 일부 완화시킬 수 있다.
|  |

## 생리학
최근의 연구는 식욕을 억제함으로써 체중 감소에 피놀렌산이 잠재적으로 사용될 가능성을 보여주었다. 피놀렌산은 두 가지 식욕 억제제인 콜레시스토키닌과 글루카곤 유사 펩타이드-1(GLP-1)의 촉발을 야기한다.   Pinolenic acid may have LDL-lowering properties by enhancing hepatic LDL uptake.

## 같이 보기
- 불포화 지방산
- 오메가-6 지방산
- 잣나무